# Michail Borissowitsch Ignatjew
Michail Borissowitsch Ignatjew (russisch Михаил Борисович Игнатьев; * 7. Mai 1985 in Leningrad) ist ein ehemaliger russischer Radrennfahrer, der Rennen auf Bahn und Straßenradsport bestritt.

## Sportliche Laufbahn
In seinen ersten Jahren im internationalen Radsport war Michail Ignatjew auf der Bahn wie auf der Straßen sehr erfolgreich. In den Jahren 2002 und 2003 wurde er insgesamt viermal Junioren-Weltmeister und dreimal Europameister (Junioren und U23) auf der Bahn sowie zweimal Junioren-Weltmeister auf der Straße. So wurde er 2002 im belgischen Zolder Junioren-Weltmeister im Einzelzeitfahren und verteidigte diesen Titel im Jahr darauf. 2004 fuhr er seinen bisher größten Erfolg ein: Bei den Olympischen Spielen in Athen verwies er als 19-Jähriger im Punktefahren auf der Bahn den amtierenden Olympiasieger Joan Llaneras und Guido Fulst auf die Plätze.
Ab 2004 Ignatjew für Lokomotiv und bestritt ab 2006 hauptsächlich Straßenrennen. Bei den Straßen-Radweltmeisterschaften 2005 in Madrid wurde er Zeitfahrmeister in der U23-Klasse. Zwischen 2006 und 2008 fuhr Ignatjew für das russische Continental Team Team Tinkoff Credit Systems. Er gewann in seinem ersten Jahr dort den Clásica Memorial Txuma und zwei Etappen sowie die Gesamtwertung bei der Volta a Lleida. Im Herbst 2007 wurde er in Salzburg U23-Vizeweltmeister im Zeitfahren. Im selben Jahr hatte er weitere Erfolge, wie Etappengewinnen bei der Mittelmeer-Rundfahrt, der Burgos-Rundfahrt, der Rothaus Regio Tour und den Prolog-Erfolg beim Ster Elektrotoer. Zudem gewann er den Trofeo Laigueglia. 2010 wurde er russischer Meister im Einzelzeitfahren und entschied eine Etappe von Tirreno–Adriatico für sich, mit seinem Team gewann er 2013 das Mannschaftszeitfahren der Settimana Internazionale.
Zehn Mal startete Ignatjew bei großen Landesrundfahrten. Er fuhr sie alles bis zum Ende, konnte sich aber nie unter den besten Hundert platzieren.

## Ehrungen
Ignatiew wurde mit der Aufnahme in die Hall of Fame des europäischen Radsportverbandes Union Européenne de Cyclisme geehrt.

## Erfolge

### Straße
2002
- Zeitfahr-Weltmeister (Junioren)

2003
- Zeitfahr-Weltmeister (Junioren)

2005
- Zeitfahr-Weltmeister (U23)

2006
- Clásica Memorial Txuma
- Volta a Lleida
- U23-Weltmeisterschaft – Einzelzeitfahren

2007
- eine Etappe Mittelmeer-Rundfahrt
- Trofeo Laigueglia
- Prolog Ster Elektrotoer
- eine Etappe Burgos-Rundfahrt
- eine Etappe Rothaus Regio Tour
- U23-Weltmeisterschaft – Einzelzeitfahren

2010
- eine Etappe Tirreno–Adriatico
- Russischer Meister – Einzelzeitfahren

2013
- Mannschaftszeitfahren Settimana Internazionale

### Bahn
2002
- Weltmeister Mannschaftsverfolgung (Junioren)
- Weltmeister Punktefahren (Junioren)
- Junioren-Europameister – Punktefahren

2003
- Weltmeister Mannschaftsverfolgung (Junioren)
- Weltmeister Madison (Junioren)
- Junioren-Europameister – Mannschaftsverfolgung (mit Nikolai Trussow, Wladimir Issaitschew und Anton Witaljewitsch Mindlin)

2004
- Olympiasieger Punktefahren

2005
- Weltcup in Los Angeles – Punktefahren
- U23-Europameisterschaft – Einerverfolgung
- U23-Europameisterschaft – Zweier-Mannschaftsfahren (mit Nikolai Trussow)

### Grand-Tour-Platzierungen
| Grand Tour            | 2007 | 2008 | 2009 | 2010 | 2011 | 2012 |
| --------------------- | ---- | ---- | ---- | ---- | ---- | ---- |
| Giro d’ItaliaGiro     | 127  | 140  | 162  | 131  | –    | 143  |
| Tour de FranceTour    | –    | –    | 137  | –    | 145  | –    |
| Vuelta a EspañaVuelta | –    | 104  | –    | 146  | –    | 171  |

## Teams
- 2004–2005 Lokomotiv
- 2006 Tinkoff Restaurants
- 2007–2008 Team Tinkoff Credit Systems
- 2009–2014 Team Katusha